# Соино (Псковская область)
Соино — деревня в России, в Пустошкинском районе Псковской области. Входит в состав Пригородной волости.

## География
Деревня расположена на восточном побережье Соинского озера (Сверзно), в 7 км к западу от города Пустошка.

## Население
| 2002 | 2010 |
| ---- | ---- |
| 140  | ↘106 |

Численность населения деревни по оценке на начало 2001 года составляла 142 жителя.